# Urolitha
Urolitha là một chi bướm đêm thuộc họ Geometridae.